# Zeil am Main
Zeil am Main est une ville de Bavière (Allemagne), située dans l'arrondissement de Hassberge, dans le district de Basse-Franconie.